# Big Freeze
El Big Freeze ("Gran congelación"), también conocido como Big Whisperer ("Gran susurrante"), es una hipótesis cosmológica sobre el destino final del universo en la que se supone este se seguirá expandiendo infinitamente —asume, por tanto, un universo abierto— y está marcada por el triunfo de la segunda ley de la termodinámica, con la consecución final de prácticamente todos los procesos físicos que puedan darse y posiblemente acabando con la muerte térmica del universo.

## Evolución futura del universo

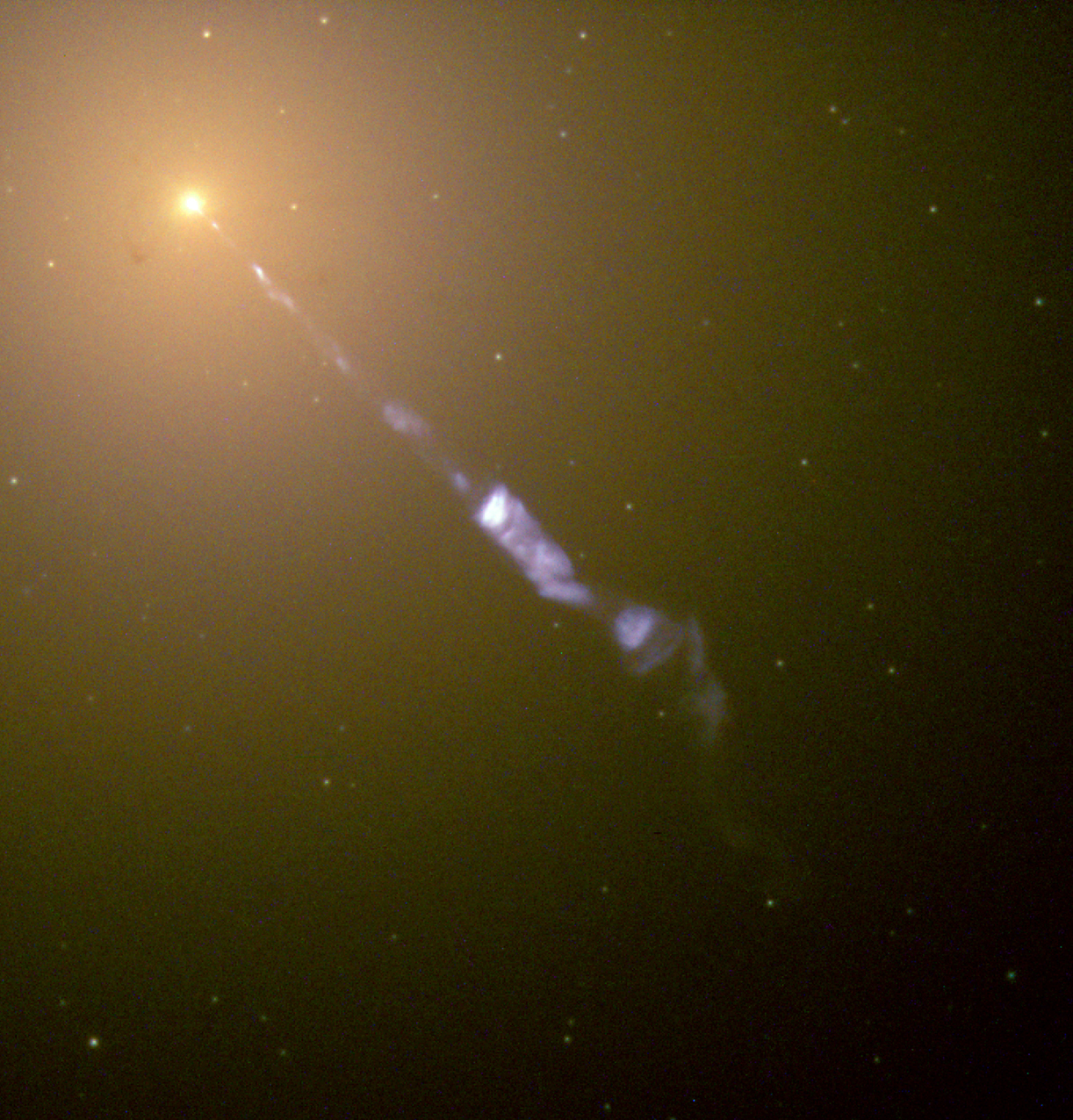
Galaxia elíptica M87. En un futuro lejano, todas las galaxias del Grupo Local se habrán fundido en una galaxia parecida a esta.

Se ha intentado modelizar la evolución futura del universo en este escenario, detallándose a continuación lo que le espera a este en ese posible futuro; es importante tener en cuenta que los eventos y eras que se describen a continuación están basados en diversos modelos y teorías y tienen una duración solamente aproximadas (y sobre todo que las fechas dadas están escritas en notación científica, la cual no transmite adecuadamente lo que significan las cantidades aquí mencionadas). Asimismo, hay que tener en cuenta que descubrimientos o teorías futuras pueden cambiar algunos de los sucesos aquí descritos, como por ejemplo, la posibilidad de un Big Rip —que se daría mucho antes de que se produjeran muchos de los fenómenos aquí descritos— o la de que el universo sufra una transición de fase hacia un vacío verdadero mediante efecto túnel, interrumpiéndose así de manera súbita su evolución —e incluso la posibilidad de un colapso futuro—. Dejada ya atrás hace mucho la era de la radiación que tuvo lugar poco después del Big Bang, y en la que la energía dominó sobre la materia, las diferentes eras por las que pasará el universo son las siguientes:
- Era estelífera
- Era degenerada
- Era de los agujeros negros
- Era oscura

### Era estelífera
Esta era, en la primera parte de la cual nos hallamos, se caracteriza por ser las estrellas los objetos dominantes del cosmos. Gran parte de la energía generada en el universo es debida a los procesos nucleares que tienen lugar en su evolución, y sin duda es la era en la que más fenómenos interesantes ocurrirán. Su inicio fue 1 millón de años después del Big Bang, con la formación de las primeras estrellas y durará hasta dentro de 100 billones de años (1014)[cita requerida] en el futuro, cuando dejen de formarse estrellas, al menos a partir del gas interestelar, y todas ellas se hayan apagado.
El futuro en esta era estará marcado por el progresivo agotamiento del gas interestelar, y con él una progresiva disminución de la formación estelar, disminuyendo las estrellas que se forman y aumentando la proporción de cadáveres estelares (enanas blancas, estrellas de neutrones, y agujeros negros). Asimismo, la metalicidad del gas interestelar irá aumentando y ello tendrá profundas consecuencias en la evolución estelar, disminuyendo por un lado la masa máxima que puede tener una estrella y permitiendo la existencia de estrellas aún menos masivas que las más ligeras de las existentes actualmente y de mucha mayor vida, pero por otro disminuyendo significativamente la vida de los astros que se formen por entonces, aunque aun así, esas estrellas congeladas como han sido llamadas debido a su bajísima temperatura superficial (comparable a la existente hoy en la superficie terrestre) vivirían mucho más tiempo que las estrellas menos masivas existentes hoy.
Llegará un momento en el que las únicas estrellas de la secuencia principal que queden sean las enanas rojas, astros que no experimentan la fase de gigante roja. Aun así cerca del final de su lenta evolución estos astros se cree que tienen luminosidades similares a la del Sol actual, por lo que gracias a ello incluso dentro de un billón de años (1012) las galaxias tendrán luminosidades comparables a las actuales, pero posteriormente en primer lugar la muerte de dichas estrellas y luego la extinción de las enanas blancas hará que las tinieblas las acaben envolviendo y extinguiendo de manera progresiva e irremediable.
Otros fenómenos de consecuencias mucho más cercanas ocurrirán en esta era. En particular, la Tierra será destruida por la evolución futura del Sol durante su fase de gigante roja y no escapará a este destino tal y como se proponía. Más o menos en la misma época en la que ocurrirá esto, es muy probable que Andrómeda y nuestra galaxia colisionen, formando una galaxia elíptica o espiral que ha sido bautizada por algunos autores como Lactómeda, y aunque ello no ocurriera por entonces en algún momento todo el Grupo Local acabará por condensarse en una única galaxia gigante.
La aceleración de la expansión del Universo tendrá consecuencias muy importantes en el futuro, provocando que el Grupo Local no sea absorbido por el Cúmulo de Virgo. Sin embargo, la consecuencia más dramática será el aislamiento de las galaxias y los cúmulos de galaxias formando auténticos "universos isla". El Cúmulo de Virgo dejará de ser visible para "nosotros" dentro de apenas 1,32×1011 años, pareciendo (al igual que el resto de objetos exteriores a nuestro Grupo Local) su imagen estar "congelada" en el tiempo y enrojeciendo permanentemente (desplazamiento infinito al rojo, el mismo fenómeno que apreciaría un observador cercano a un agujero negro en un objeto que cayera en él). Llegará un tiempo —dentro de 1,26×1012 años, mucho antes de que se apaguen las estrellas— en el que la única galaxia visible será el resultado de la fusión de todas las galaxias del Grupo Local.
Llegará también un momento (se estima que dentro de 1011 años, mucho antes del final de la era estelífera) en el que será prácticamente imposible —si no imposible— determinar el origen del universo. Los pilares básicos que determinan la teoría del Big Bang (radiación de fondo, existencia de galaxias exteriores a la nuestra en las que se pueda apreciar la expansión del universo, y la nucleosíntesis primordial) habrán desaparecido, respectivamente debido a la aceleración del universo —que hará indetectable (o al menos irreconocible) el fondo de radiación cósmica y hará invisible esas otras galaxias— y a la evolución estelar que habrá acabado con las abundancias originales de deuterio, con lo que se llegará al fin de la cosmología como ciencia; si bien observadores hipotéticos que existieran por entonces podrían saber que su "universo isla" tiene una edad finita y que su fin último es —como se detalla abajo— colapsar en un gran agujero negro, sería muy difícil para ellos deducir la teoría antes mencionada, o, naturalmente, la existencia de otros objetos como el suyo; sin embargo, también se ha sugerido que hipotéticos astrónomos que existieran en ese lejano futuro podrían utilizar estrellas hiperveloces expulsadas de Lactómeda para determinar la distribución de masa más allá de su galaxia e incluso mediante métodos indirectos serían capaces de determinar el modelo cosmológico estándar y por tanto la evolución hasta entonces del cosmos.

### Era degenerada
En esta era los objetos dominantes serán los restos densos, inertes, y fríos que durante la era estelífera fueron estrellas (enanas negras, estrellas de neutrones, y agujeros negros), estimándose que durará entre 1014 años y al menos 1032 años (dependiendo de cuando se desintegren los protones o si es que se desintegran). Será un universo prácticamente oscuro para un órgano como el ojo humano, pero aún seguirá radiando en otras longitudes de onda durante mucho tiempo.
La evolución galáctica por entonces estará dominada por la interacción gravitatoria entre dichos objetos y los efectos causados por ellas como relajación dinámica, disminución de las órbitas debido a la emisión de ondas gravitatorias, y finalmente aquellos causados por la aproximación de dichos objetos, que provocará por un lado que las galaxias muestren una distribución de masas cada vez más heterogénea, con una pequeña parte (apenas un 1 %) de la masa concentrada en un volumen cada vez más pequeño en su centro —hasta acabar por formarse un agujero negro gigantesco—, y el resto de ella dispersa en un amplio volumen de espacio, o incluso expulsada de la galaxia ("evaporación galáctica").
Seguirán formándose estrellas gracias a colisiones estelares, aunque a un ritmo muy lento (aun así, se formarán bastantes astros gracias a ese sistema, por lo que durante al menos parte de ésta era una galaxia contendrá alrededor de 100 estrellas). Muy de vez en cuando, dos enanas marrones pueden colisionar, formando una nueva estrella; una enana roja que brillará 25 billones (2,5×1013) de años antes de convertirse en una enana blanca —constituyendo este proceso una manera de que nazcan estrellas, incluso cuando la formación estelar normal haya cesado mucho antes y que durará bastante tiempo, formando relativamente muchas estrellas (se ha estimado que durante esta época la galaxia que mucho antes fue el Grupo Local contendrá alrededor de 100 estrellas que consigan su energía gracias a la fusión del hidrógeno, nacidas gracias a esas colisiones)—, al igual que dos enanas blancas (mejor dicho, enanas negras) formando una nueva enana blanca. Otros objetos mucho más exóticos que podrán formarse por este proceso —mediante la colisión de enanas blancas si se dan las condiciones adecuadas— son estrellas que fusionen helio o carbono en vez de hidrógeno (aunque su esperanza de vida será mucho menor que una estrella que fusione hidrógeno, respectivamente de unos cientos de millones de años y de un millón de años) además de supernovas de tipo I si la masa total de las dos estrellas supera el límite de Chandrasekhar, o incluso un GRB si colisionan dos estrellas de neutrones; en una galaxia oscura y empobrecida estos fenómenos —ya impresionantes hoy— serán realmente espectaculares.
Esos fenómenos ocurrirán sobre todo en la parte central de las galaxias, e incluso tras la formación del mencionado agujero negro al destruir y absorber éste el resto de cadáveres estelares cercanos que no se hayan fusionado con él —brillando como un cuásar durante mil millones de años antes de que la oscuridad y el frío vuelvan a envolverlo todo—, y también se producirán a escala supergaláctica, convirtiendo cada cúmulo de galaxias en un enorme agujero negro formado por la fusión de aquellos agujeros negros que antes fueron galaxias individuales y rodeado por un halo compuesto por aquellos cuerpos que han conseguido escapar.
Las interacciones gravitatorias y la contracción orbital debida a la emisión de energía en la forma de ondas gravitatorias ya mencionadas también acabarán por destruir los sistemas planetarios que puedan existir por aquel entonces, disrompiendo sus órbitas y convirtiendo a los planetas en vagabundos sin rumbo a través de la oscuridad, o provocando que acaben por chocar con los cuerpos que orbitan; parece que únicamente los que orbiten enanas rojas —que no experimentan la fase de gigante roja—, como por ejemplo los de Gliese 876, son los que sufrirán este último destino.
Asimismo, si la materia oscura presente en los halos galácticos está compuesta por partículas como los WIMPs, dichas partículas acabarán por desaparecer vía aniquilación debida a colisiones entre ellos o debido a la captura por remanentes estelares. En este último caso, el efecto será la disminución de la masa de la galaxia —y una consecuente expansión de ella—, y que dichos remanentes estén más calientes de lo que cabría esperar, con una temperatura de apenas 5 grados sobre el cero absoluto.
Mucho más adelante, se producirá la desintegración de los protones y por tanto de la materia, un fenómeno predicho por las Teorías de la Gran Unificación (TGUs). Este fenómeno aún no ha sido observado experimentalmente, pero parece claro que acabará por producirse tarde o temprano, incluso si las teorías antes mencionadas resultan ser incorrectas; las estimaciones de la vida media del protón varían entre 1032 y 1041 años en el primer caso y un intervalo mucho mayor en el segundo, que puede llegar a 10200 años.
En el caso de que las TGUs sean ciertas, el resultado de la desintegración de los protones será la producción de rayos gamma, y quizás electrones y positrones que consigan sobrevivir a la aniquilación mutua entre ellos al decaer dicha partícula así como unos pocos neutrinos, e incluso reacciones nucleares —aunque de producción de energía mucho menor comparada a la desintegración de los protones, ya de por sí bajísima (de apenas del orden de 400 vatios)— (los neutrones fuera de los núcleos atómicos o de las estrellas de neutrones son inestables y se desintegran en apenas 15 minutos). Al ir disminuyendo su masa, las enanas blancas (ya apagadas y convertidas en enanas negras desde hace mucho tiempo atrás) irán expandiéndose y llegará un momento en el cual sus masas serán insuficientes para seguir estando su materia en estado degenerado, algo que ocurrirá cuando su masa, radio, y densidad sean comparables a los del planeta Júpiter. Más adelante, cuando su masa quede reducida a 1021 gramos, esos objetos acabarán por dejar de ser considerados como estrellas en algún momento pasando a ser cuerpos del tamaño de una roca mantenidos por fuerzas de Coulomb —las que mantienen unidos cuerpos como planetas, etcétera— hasta acabar por desaparecer.
Las estrellas de neutrones evolucionarán de modo similar debido a la presencia de materia ordinaria en su corteza exterior, perdiendo progresivamente su degeneración y cuando su masa quede reducida a una parecida también a la del planeta Júpiter sufrirán un reajuste o bien les convertirá en objetos parecidos a las enanas blancas, en adelante siguiendo una evolución similar a la de dichos cuerpos, o bien provocará que estallen dispersando su materia.
Finalmente, los planetas y otros cuerpos menores sufrirán también una desintegración parecida, descomponiéndose primero sus átomos constituyentes en elementos cada vez más simples hasta llegar al hidrógeno y luego desapareciendo.
A los 1038 años en el futuro, toda la materia habrá desaparecido y solo quedarán agujeros negros.
Si las TGUs son incorrectas y el protón no se desintegra cómo éstas predicen, otra vía de que dejara de existir es la formación de mini agujeros negros por efecto túnel, en cuyo caso la vida media de esta partícula sería de 1045 años; excepto por esta mayor vida media, lo que les sucedería a los diferentes cuerpos celestes en este caso es el mismo que asumiendo una desintegración del protón causada por las TGUs.

#### Eventos futuros si los protones son estables
Ha habido también especulaciones sobre lo que ocurriría si los protones fueran absolutamente estables y no se desintegraran de los modos antes comentados. El efecto túnel comentado arriba, que hace que no se pueda calcular con total precisión la posición de un átomo, se encargaría de que dentro de 1065 años los diamantes acabaran reducidos a esferas, así como de hacer que los sólidos se comportaran como si fueran líquidos (de modo que un pedazo de roca o un diamante quedaría reducido a una esfera), e incluso provocar reacciones de fusión nuclear (una especie de fusión fría a temperatura ambiente) —pero extraordinariamente lentas— que harían que dentro de 101500 años prácticamente toda la materia —excepto las estrellas de neutrones— acabaría convertida en hierro, después en neutrones, y mucho después —dentro de entre {\displaystyle 10^{10^{26}}} años y {\displaystyle 10^{10^{76}}} años—, casi toda ella (incluyendo las estrellas de neutrones esta vez) habría colapsado formando agujeros negros; dependiendo de las estimaciones realizadas lo único que no acabarían bajo esa forma serían desde cuerpos con masa similares a la de un planeta hasta minúsculas partículas de polvo de hierro, pero tampoco puede descartarse que toda la materia del Universo acabará convertida en agujeros negros.

### Era de los agujeros negros
Una vez que los protones y los neutrones hayan desaparecido (excepto que la esperanza de vida de los primeros sea de las mayores predichas por la teoría) o que la materia haya colapsado si el protón es estable, prácticamente los únicos objetos que quedarán de la época actual en un universo muchísimo más grande, frío, y oscuro que el nuestro serán los agujeros negros. Ni siquiera ellos son inmortales, y decaerán mediante la emisión de radiación de Hawking. En esta era, poco más ocurrirá que la emisión de partículas debido a la progresiva "evaporación" de estos, o la captura por ellos de alguna que otra partícula extraviada que producirá una emisión de rayos X.
Al irse evaporando, la temperatura de los agujeros negros irá subiendo a la vez que van encogiendo y perdiendo masa, llegando un momento en el que brillarán como estrellas minúsculas para desaparecer poco después en una potente explosión, aunque según algunas teorías el agujero negro podría dejar una especie de "residuo" de características desconocidas.
Los cálculos muestran que un agujero negro con la masa del Sol desaparecerá en 1066 años, y uno con la masa de nuestra galaxia habrá dejado de existir dentro de 1099 años, y otros más masivos en un tiempo superior. La era de los agujeros negros acabará con la desaparición de los últimos y más masivos de ellos —alrededor de 10100 años en el futuro—. Con ello, desaparecerán del universo los últimos vestigios de lo que antes fueron estrellas y galaxias.

### Era oscura

Durante la Era oscura, el universo será un lugar inconmensurable, frío, vacío y desde luego, oscuro.

Los procesos antes mencionados tienen lugar a una escala temporal desafiante para nuestra intuición, pero que no es nada en comparación con la "muerte eterna" que tendrá por delante tras la desaparición de los agujeros negros el universo de la era oscura: un lugar inimaginablemente enorme e increíblemente frío —a una temperatura cercana a 0 Kelvin (-273.15 °C)—, vacío —en el que las radiaciones producidas tanto por el Big Bang como por los fenómenos antes descritos hace ya mucho tiempo habrán desaparecido presas de un enorme desplazamiento al rojo—, oscuro, en expansión desbocada (si continúa la tendencia actual), y en el que los únicos objetos existentes serán electrones, positrones, neutrinos, fotones, y quizás algunas partículas exóticas. Un proceso que podrá tener en esta época es la aniquilación de electrones y positrones, pero que de continuar la expansión acelerada del universo apenas se producirá. De hacerlo, las partículas implicadas formarán átomos de positronio, orbitándose una alrededor de la otra a distancias comparables a las del radio actual del universo o incluso mayores, y acercándose en escalas temporales inimaginablemente largas hasta acabar por colisionar y desaparecer produciendo rayos gamma. Este fenómeno podría durar indefinidamente —aunque cada vez a menor escala—, por lo que quizás jamás se alcanzará el estado de "muerte térmica" en el universo y este escenario de oscuridad, vacío, y desolación fuera lo más cercano (y bastante) a ese concepto, pero también entra dentro de lo posible que el universo acabe sufriendo un lo que estipula la teoría del Big Rip o que sufra una "transición de fase" hacia un vacío verdadero.
Asimismo, es muy probable que la aparente pobreza de procesos físicos en una era tan lejana sea debida al desconocimiento de las leyes físicas que operan en unas condiciones tan extremas; en una época tan lejana y extrema, las fluctuaciones cuánticas acabarán por tener dimensiones macroscópicas y dejarán de funcionar las leyes físicas conocidas, no habiendo manera de saber qué le acabará por ocurrir al universo en un futuro tan lejano (aunque ha habido algunas especulaciones como que la radiación no volverá a predominar sobre la materia como ocurrió en los primeros instantes del universo (en otras palabras, que incluso teniendo en cuenta la aniquilación mutua de los positrones y de los electrones siempre quedará cierta cantidad de "materia"), e incluso la posibilidad de que regiones del universo colapsen sobre sí mismas y se vuelva a las condiciones existentes en la era del Big Bang. Los físicos Sean Carroll y Jennifer Chen por ejemplo, han calculado que se necesitarán {\displaystyle 10^{10^{10^{56}}}} años para que una de esas fluctuaciones cuánticas generen un "Big Bang" como el que dio origen al universo.)

## El fondo cósmico de radioondas en el futuro lejano del cosmos
En la actualidad el fondo cósmico de radioondas, producto del Big Bang, constituye la principal fuente de radiación electromagnética en el universo. Se espera que la expansión de éste provocará un desplazamiento al rojo tan elevado en él que el fondo cósmico de radioondas acabará por ser indetectable, siendo reemplazado poco a poco por el producido por el brillo de las estrellas. Dentro de aproximadamente 1016 años, este también acabará por ser indetectable debido a un desplazamiento al rojo creciente, siendo sustituido por el producido por los procesos de desintegración de la materia oscura mencionados arriba —si se dan—. Pasados aproximadamente 1030 años, dicha radiación también caerá víctima del desplazamiento al rojo causado por la expansión cósmica y será reemplazado por el producido por la desintegración de los protones. Mucho después, dentro de quizás 1060 años, éste también desaparecerá del mismo modo y el provocado por la evaporación de los agujeros negros será el que predomine.

## Vida en el futuro del universo
Sin entrar en las especulaciones realizadas por los autores de ciencia ficción (por ejemplo, Isaac Asimov en su relato La última pregunta) o las ideas altamente especulativas que hablan de crear "universos bebé" a partir de fenómenos como agujeros de gusano, algunos científicos como Freeman Dyson han especulado con el tipo de vida que podría existir en un futuro tan remoto como el descrito aquí (véase: inteligencia eterna de Dyson). No cabe duda de que mientras existan estrellas, las formas de vida que pudieran existir no serían muy distintas a la vida existente actualmente —en el sentido de estar basadas en el carbono y conseguir su energía gracias a reacciones químicas—, pero los seres que existan en los lejanísimos futuros aquí descritos van a tener que enfrentarse a dos crisis: la desaparición de los cuerpos radiantes (estrellas), y sobre todo la desintegración de la materia.
Para afrontar la primera crisis se ha sugerido que una civilización muy avanzada podría "pastorear" nubes de gas interestelar, controlándola para que formara estrellas tal y como ellos desearan, e incluso llegar a controlar las órbitas de las estrellas alrededor del centro galáctico creando acumulaciones de cuerpos que utilizar posteriormente en provecho propio. Una sugerencia que se ha hecho es conseguir que por ejemplo dos agujeros negros colisionaran entre sí y aprovechar tanto la energía desprendida en dicha fusión como posteriormente de su propia rotación, o la desprendida al lanzar objetos en la órbita adecuada —incluyendo aprovechar de este modo, quizás junto a otras civilizaciones muy avanzadas, la energía del gran agujero negro en el que quedaría convertida la galaxia—.
De realizarse esto, llegaría un momento en el que la naturaleza estaría "tecnificada" y sería imposible distinguir lo natural de lo artificial; esto es algo que en teoría puede realizarse al no entrar en conflicto con las leyes físicas conocidas; lo único que se necesita es tiempo, y en el futuro de un universo abierto lo habrá de sobra.
Para superar la segunda crisis, dichos seres deberían ser radicalmente distintos a los actuales, probablemente en la forma de entes enormes, muy poco densos —seguramente hechos de electrones y/o positrones—, y capaces de aprovechar los escasísimos recursos existentes, por ejemplo estando activos entre períodos cada vez más largos de hibernación y así indefinidamente —de modo que en cierto modo se alcanzaría la inmortalidad, ya que se ha estimado que una civilización con la complejidad de la nuestra gastaría con este sistema en toda la eternidad la energía que el Sol desprende en apenas unas horas—. Sin embargo, recientes investigaciones demuestran que ello no es posible y que cualquier ser de ese tipo tendría una vida finita, ya que por un lado, la aceleración del universo antes mencionada mantendría cada vez más alejados a esos seres y les impediría mantener comunicación entre ellos, y por otro no solo el hecho de que el universo acabará por alcanzar una temperatura mínima haría que terminara por serles imposible disipar el calor producido por ellos, sino que los "despertadores" que puedan utilizar para salir de dicha hibernación tarde o temprano acabarían por fallar debido a efectos cuánticos y con ellos el ser que los utiliza no podría volver a despertar. Además, la temperatura del universo acabaría por alcanzar como se ha dicho arriba 10-29 Kelvin y no bajaría más, dando numerosos problemas a tales seres a la hora de deshacerse del calor producido en sus procesos metabólicos.
Una opción que también existe es la posibilidad de que puedan existir sistemas físicos capaces de procesar información sin gastar energía (por ahora, totalmente hipotéticos), y que no estarían sujetos a los problemas mencionados arriba. Sin embargo, es muy probable que un hipotético ser hecho de esa manera no pudiera interaccionar con el universo que le rodea, incluyendo recabar información de él —ya que ello supone gastar energía—, por lo que es muy probable que estuviera limitado a vivir y como mucho procesar (="soñar") una y otra vez sus recuerdos sin poder borrarlos (ya que ello requiere también usar energía), y sin tener percepciones del universo a su alrededor; de hecho, algunos autores dudan de que a tal tipo de existencia se le pudiera llamar "vida".